# 마이클 E. 로저스
마이클 E. 로저스(Michael E. Rodgers, 1969년 5월 8일 ~ )는 영국의 배우, 영화배우, 텔레비전 배우이다.
화이트번에서 태어났다.

## 방송
- 더 트라이앵글

## 영화
- 윈드폴 (2006년)
- 레드 로즈 (2005년) - 로버트  역
- 왓츠 업, 스칼렛? (2005년)
- 더 트라이앵글 (2005년) - 브루스 겔러 역
- 오토 포커스 (2002년)
- 땡크 헤븐 (2001년) - 호레이스 역
- 언더 프레셔 (2000년)
- 새첨 팜 (1998년) - 폴 역
- 지아 (1998년)
- 애즈 더 월드 턴즈 (1956년)